# أصغر حاجيلو
أصغر حاجيلو، من مواليد العاصمة الإيرانية طهران بتاريخ 1 أغسطس 1956م، لعب مع نادي تاج طهران منذ عام 1976م، وشارك مع منتخب بلاده لكرة القدم ولم يسجل أي هدف، وشارك في دورة الألعاب الآسيوية سنة 1986م وكأس آسيا 1984 سنة 1984م، حيث أحتل المنتخب الإيراني للترتيب الرابع.

## تاريخ مشاركاته الدولية
| السنة | المشاركة | الأهداف |
| ----- | -------- | ------- |
| 1984  | 12       | 0       |
| 1985  | 3        | 0       |
| 1986  | 3        | 0       |
| Total | 18       | 0       |